# Sân bay Los Garzones
Sân bay Los Garzones (IATA: MTR, ICAO: SKMR) là một sân bay ở Montería, Córdoba, Colombia. Sân bay này có một đường cất hạ cánh dài 1916 m bề mặt nhựa đường.

## Hãng hàng không và tuyến bay

### Hành khách
| Hãng hàng không   | Các điểm đến                         |
| ----------------- | ------------------------------------ |
| Avianca           | Bogotá, Medellin–JMC                 |
| Clic              | Barranquilla, Medellín–Olaya Herrera |
| JetSmart Colombia | Medellin–JMC                         |
| LATAM Colombia    | Bogotá, Medellin–JMC                 |

### Hàng hóa
| Hãng hàng không             | Điểm đến                 |
| --------------------------- | ------------------------ |
| AerCaribe                   | Bogotá                   |
| AeroSucre                   | Bogotá                   |
| Líneas Aéreas Suramericanas | Bogotá, Medellín-Córdova |